# Pönnukaka
Eine Pönnukaka (Plural Pönnukökur) ist ein isländischer Pfannkuchen.

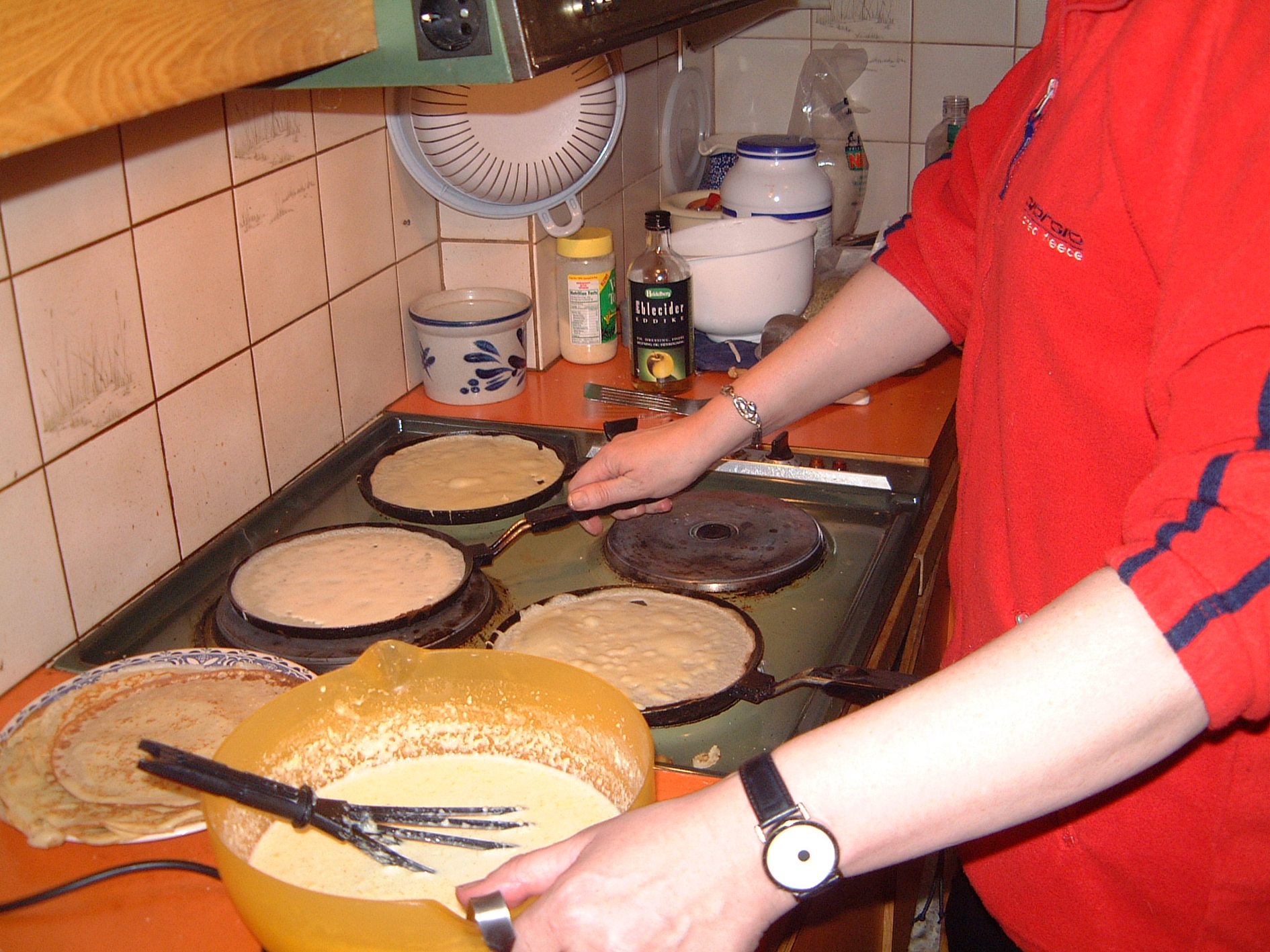
Pönnukökur werden zubereitet

Pönnukökur werden wie Crêpes ganz dünn gebacken. Der Teig enthält im Gegensatz zu den meisten europäischen Rezepten auch ausgelassene Butter, sodass bei der Zubereitung nur wenig Fett eingesetzt wird. Dazu darf in keinem gut sortierten isländischen Haushalt eine spezielle Pfanne fehlen.
Sie werden með sultu (mit Konfitüre, bevorzugt selbst gemachte Wild-Blaubeermarmelade) oder með þeyttum rjóma (mit geschlagenem Rahm) angeboten, gerne auch beides zusammen. Außerdem werden sie auch gerne mit Zucker bestreut und eingerollt gegessen.